# Яцковцы (Тернопольская область)
Яцковцы (укр. Яцківці) — село в Озёрнянской сельской общине Тернопольского района Тернопольской области Украины.
До 2020 года входило в Зборовский район.
Код КОАТУУ — 6122681007. Население по переписи 2001 года составляло 249 человек.

## Географическое положение
Село Яцковцы находится на правом берегу реки Высушка,
ниже по течению на расстоянии в 1,5 км расположено село Богдановка,
на противоположном берегу — село Сыровары.

## История
- 1598 год — дата основания.

## Объекты социальной сферы
- Школа I ст.
- Магазин
- Церковь Св. Петра и Павла